# Deep Passion
Deep Passion (Chinees: 濃情) is een album van de Cantopop zanger Sammi Cheng. Het is opgenomen in 1996 en uitgegeven in november van hetzelfde jaar.

## Tracklist
1. X派對
2. 濃情
3. 默契
4. 不想性感
5. 呼之欲出
6. 最後勝利
7. 請放心
8. 驚天動地
9. 加爾各答的天使-德蘭修女
10. 談情說愛
11. 猶豫
12. 心事